# カルテージェ

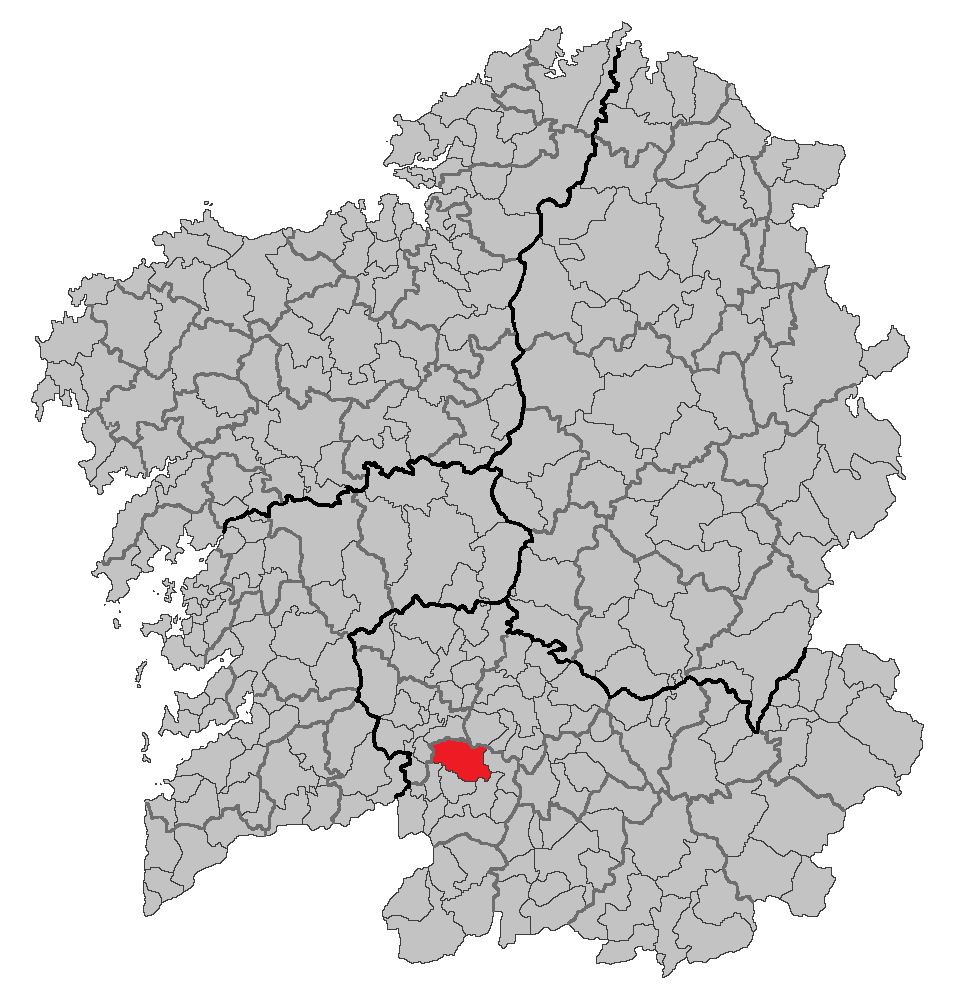
ガリシア州内の位置

カルテージェ（Cartelle）はスペイン、ガリシア州、オウレンセ県の自治体。コマルカ・ダ・テーラ・デ・セラノーバに属する。ガリシア統計局によると、2013年の人口は3,037人（2010年：3,344人、2009年：3,387人、2003年：3,641人） 。
ガリシア語話者の自治体住民に占める割合は99.53％（2001年）。

## 地理
カルテージェはオウレンセ県の西部に位置し、コマルカ・ダ・テーラ・デ・セラノーバに属する。北はカストレーロ・デ・ミーニョとトエン、東はサン・シブラーオ・ダス・ビーニャス、ア・メルカ、南はセラノーバ、ラミラス、ゴメセンデと、西はア・アルノイアの各自治体と隣接する。自治体中心地区はオ・ムンディル教区のオウトムーロ地区。
カルテージェはセラノーバ司法管轄区に属し、同管轄区の中心自治体である。

### 人口
人口は12の教区の49の地区（集落）に居住する。
| カルテージェの人口推移 1900－2010                       |
|                                                         |
| 出典:INE（スペイン国立統計局）1900年 - 1991年、1996年 - |

## 政治
自治体首長はガリシア国民党（PPdeG）のマリーア・デル・カルメン・レイテ・コエージョ（María del Carmen Leite Coello）、自治体評議員はガリシア国民党：7、ガリシア民族主義ブロック（BNG）：3、ガリシア社会党（PSdeG-PSOE）：1となっている（2011年5月22日の自治体選挙結果、得票順）。
| 1999年6月13日自治体選挙 |        |        |          |
| 政党                    | 得票数 | 得票率 | 獲得議席 |
| PPdeG                   | 1,875  | 65.63% | 8        |
| BNG                     | 625    | 21.88% | 2        |
| PSdeG-PSOE              | 340    | 11.90% | 1        |

| 2003年5月25日自治体選挙 |        |        |          |
| 政党                    | 得票数 | 得票率 | 獲得議席 |
| PPdeG                   | 1,681  | 62.26% | 7        |
| BNG                     | 647    | 23.96% | 3        |
| PSdeG-PSOE              | 355    | 13.15% | 1        |

| 2007年5月27日自治体選挙 |        |        |          |
| 政党                    | 得票数 | 得票率 | 獲得議席 |
| PPdeG                   | 1,431  | 52.77% | 6        |
| BNG                     | 938    | 34.59% | 4        |
| PSdeG-PSOE              | 336    | 12.39% | 1        |

| 2011年5月22日自治体選挙 |        |        |          |
| 政党                    | 得票数 | 得票率 | 獲得議席 |
| PPdeG                   | 1,442  | 59.32% | 7        |
| BNG                     | 711    | 29.25% | 3        |
| PSdeG-PSOE              | 264    | 10.86% | 1        |

## 教区
カルテージェは12の教区に分けられる。太字は自治体中心地区のある教区。
- アンフェオス（サンタ・バイア）
- カルテージェ（サンタ・マリーア）
- コウシル（サンタ・マリーア）
- エスピニョーソ（サン・ミゲル）
- アス・マラビージャス（ノサ・セニョーラ・ダス・マラビージャス）
- オ・ムンディル（サンタ・マリーア）
- ペネーラ（サンティアーゴ）
- サブセード・デ・モンテス（サン・ペドロ）
- サン・トメ（サンタ・マリーア）
- サンデ（サン・サルバドール）
- アス・セイシャーダス（サン・ショアン）
- ビラール・デ・バカス（サンタ・マリーア）